# Podgrađe (Gornji Vakuf-Uskoplje)
Pour les articles homonymes, voir Podgrađe.
Podgrađe (en cyrillique : Подграђе) est un village de Bosnie-Herzégovine. Il est situé dans la municipalité de Gornji Vakuf-Uskoplje, dans le canton de Bosnie centrale et dans la fédération de Bosnie-et-Herzégovine. Selon les premiers résultats du recensement bosnien de 2013, il compte 528 habitants.

## Démographie

### Évolution historique de la population
| 1948 | 1953 | 1961 | 1971 | 1981  | 1991  | 2013 |
| ---- | ---- | ---- | ---- | ----- | ----- | ---- |
| -    | -    | 617  | 742  | 1 012 | 1 207 | 528  |

|  |

### Communauté locale
En 1991, la communauté locale de Podgrađe comptait 1 250 habitants, répartis de la manière suivante :